# Badania porównawcze
Badania porównawcze (ang. comparative research) – jedna z podstawowych metod naukowych, obok indukcji i dedukcji. 
Badania porównawcze polegają na analizie cech badanych przedmiotów i zjawisk pod kątem ustalenia podobieństw i różnic (odmienności). Warunkiem ich stosowania jest porównywalność przedmiotów badań ze względu na ich istotę, gatunek, kategorię lub formę (nie można porównywać na przykład przedmiotów w skali mikro i w skali makro). Badania te są stosowane współcześnie w wielu dziedzinach nauki: literaturze i gramatyce, socjologii, pedagogice, prawie, biologii, informatyce, medycynie i ekonomii. W tej ostatniej dziedzinie specjalną formą badania porównawczego jest benchmarking polegający na poszukiwaniu wzorca gospodarczego do naśladowania (najlepszy produkt, najlepsza technologia, najlepsza firma, itd.).